# Bouclier (géologie)
Pour les articles homonymes, voir Bouclier.
- Bouclier
- Plateforme
- Orogène
- Bassin structural
- Province magmatique
- Bassins sédimentaires continentaux

- 0–20 Ma
- 20–65 Ma
- > 65 Ma

Un bouclier est une région stable du socle ancien, de type craton, composée de roches d'origine magmatique et  métamorphique datant du Précambrien (entre 570 millions et plusieurs milliards d'années).
Ce sont de grandes régions généralement plates, nivelées par l'érosion, et avec une faible activité sismique. Les boucliers ne présentent aucune couverture sédimentaire, dans le cas contraire ils sont désignés par le terme de plate-forme.

## Les principaux boucliers
- Bouclier amazonien
- Bouclier de l'Angara
- Bouclier antarctique
- Bouclier arabe
- Bouclier australien
- Bouclier canadien
- Bouclier éthiopien
- Bouclier scandinave
- Bouclier ukrainien